# Barocco
Barocco (prt: Escândalo em Primeira Página; bra: Barocco) é um filme francês de 1976, dos gêneros drama, suspense e policial, dirigido por André Téchiné e protagonizado por Gérard Depardieu e Isabelle Adjani.

## Prêmios e indicações
| Prêmio     | Categoria                | Recipiente          | Resultado |
| ---------- | ------------------------ | ------------------- | --------- |
| César 1977 | Melhor atriz coadjuvante | Marie-France Pisier | Venceu    |
| César 1977 | Melhor fotografia        | Bruno Nuytten       | Venceu    |
| César 1977 | Melhor música original   | Philippe Sarde      | Venceu    |

## Elenco
- Isabelle Adjani : Laure
- Gérard Depardieu : Samson / o assassino de Samson
- Marie-France Pisier : Nelly
- Jean-Claude Brialy : Walt
- Julien Guiomar : Gauthier
- Hélène Surgère : Antoinette
- Jean-François Stévenin : jovem moreno
- Claude Brasseur : Jules